# Nadine Shah
Nadine Petra Katarina Shah (Tyne and Wear, 16 gennaio 1986) è una cantautrice britannica.

## Biografia
Di origini norvegesi e pakistane, Nadine Shah ha pubblicato il suo album di debutto Love Your Dum and Mad nel luglio 2013. È stato prodotto da Ben Hillier ed è stato ispirato alla morte di due giovani uomini. Ad aprile 2015 è stato reso disponibile il secondo album, intitolato Fast Food, che ha esordito in 48ª posizione nella Official Albums Chart britannica. È inoltre apparsa in due tracce dell'album di Ghostpoet Shedding Skin, pubblicato nel marzo 2015.

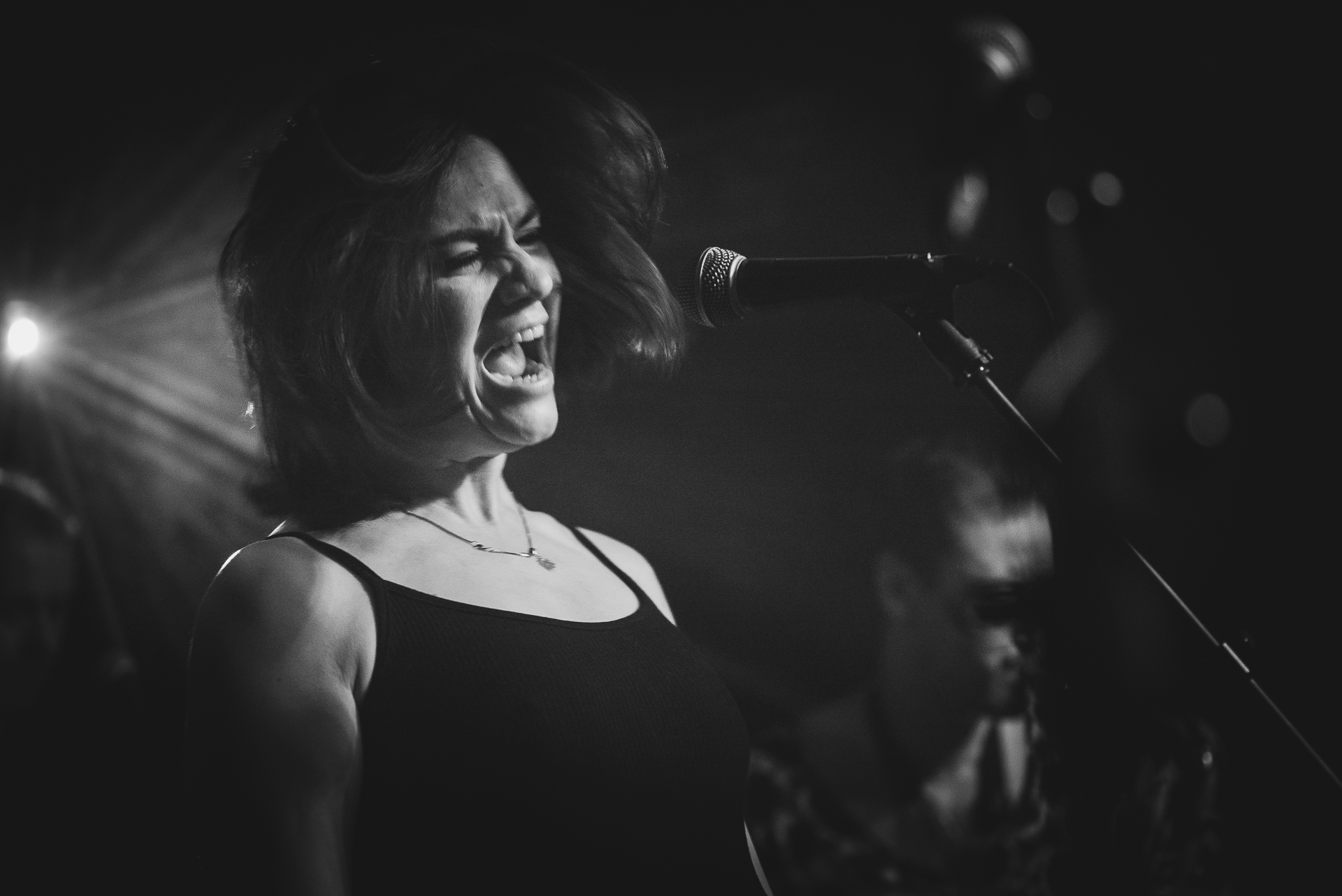
Nadine Shah nel 2016

A febbraio 2016 la cantante, con il produttore, ha inciso la colonna sonora per la produzione al Northern Stage di Carter; i due hanno registrato pezzi originali e rivisitato il repertorio del gruppo The Animals. Nell'agosto 2017 è stato pubblicato il suo terzo album Holiday Destination, nuovamente prodotto da Hillier, che ha debuttato alla 71ª posizione in Regno Unito e che è stato candidato per un Premio Mercury nel 2018. A giugno 2020 è uscito il disco Kitchen Sink, anticipato dai singoli Ladies For Babies (Goats For Love), Kitchen Sink, Trad, Buckfast e Club Cougar.

## Discografia

### Album in studio
- 2013 – Love Your Dum and Mad
- 2015 - Fast Food
- 2017 – Holiday Destination
- 2020 - Kitchen Sink
- 2024 - Filthy Underneath

### EP
- 2012 – Aching Bones
- 2013 – Dreary Town